# Logres
Logres (también llamado Logris o Loegria) es el nombre que recibía el reino del Rey Arturo en la Materia de Bretaña. La palabra deriva del galés «Lloegr», el nombre del área que equivale aproximadamente a lo que es hoy Inglaterra. Según Godofredo de Monmouth, la tierra fue llamada así por el rey Locrino, el primogénito de Bruto de Troya. En su Historia Regum Britanniae, Monmouth llama Loegria a lo que hoy es Inglaterra, con excepción de Cornualles.